# Ectobius africanus
Ectobius africanus es una especie de cucaracha del género Ectobius, familia Ectobiidae.

## Distribución
Esta especie se encuentra en Togo, República Democrática del Congo, República Centroafricana, Sudán, Etiopía, Uganda, Kenia, Tanzania, Ruanda, Zambia, Malaui, Zimbabue, Mozambique, Sudáfrica y Angola.